# Christopher Stasheff
Christopher Boris Stasheff (geboren am 15. Januar 1944 in Mount Vernon, New York; gestorben am 10. Juni 2018 in Champaign, Illinois) war ein amerikanischer Science-Fiction- und Fantasy-Autor.

## Leben
Stasheff studierte an der University of Michigan in Ann Arbor, wo er 1965 den Bachelor erwarb und 1966 mit dem Master abschloss. 1972 promovierte er an der University of Nebraska in Lincoln in Theaterwissenschaft, wo er sich auch als Schauspieler in der Theatergruppe der Universität engagierte. Seither war er zunächst Dozent und seit 1977 Assistant Professor am Montclair State College, New Jersey. Nachdem er 15 Jahre unterrichtet und einige Zeit lang als freier Schriftsteller gearbeitet hatte, übernahm er eine Dozentur an der Eastern New Mexico University in Portales, New Mexico. 2009 ging er in den Ruhestand und zog nach Champaign, Illinois.
Stasheffs bekanntestes Werk ist der Warlock-Zyklus, von dessen 13 Bänden gilt der erste als bester Band der Serie und als Klassiker humoristischer Science Fantasy. The Warlock in Spite of Himself (1969) ist zugleich Stasheffs Debütroman und sein bekanntestes Buch. Stasheff zufolge war der Roman als Beitrag für einen SF-Wettbewerb für neue Autoren gedacht, er konnte ihn jedoch bis zum Annahmeschluss nicht fertigstellen, vollendete ihn dennoch und sandte ihn an den Verlag Ace Books, wo er angenommen wurde und 1969 erschien. Die Serie handelt von den Abenteuern, die Rod Gallowglass und seine Robot-Stute Fess auf dem Planeten Gramarye erleben, wo Magie funktioniert.
Stasheff schrieb bis 2004 12 weitere Bände der Serie, darunter 1983 das Prequel Escape Velocity. Mit keinem der Nachfolgebände konnte er den Erfolg des ersten Bandes wiederholen und John Clute konstatierte bei den Bänden der Serie stetig abnehmende Frische (joie de vivre), während religiöse Themen mit zunehmender Ausführlichkeit behandelt würden. John C. Wright dagegen will gerade darin ein Alleinstellungsmerkmal Stasheffs erkennen. Neben den Bänden der Hauptserie mit dem Protagonisten Rod Gallowglass gab es mehrere Sammelausgaben und zwei Nebenserien, nämlich Warlock's Heirs (4 Bände, 1994–2001) und Rogue Wizard (10 Bände, 1995–2001).
Stasheff war seit 1973 mit Mary Miller verheiratet und hatte vier Kinder. Er starb 2018 im Alter von 74 Jahren an den Komplikationen einer Parkinson-Erkrankung.

## Bibliografie

### Warlock in Spite of Himself

#### Rod Gallowglass
- 1 Escape Velocity, Ace Science Fiction Books 1983, ISBN 0-441-21599-8
  - Der Morgen einer neuen Zeit, Moewig (Terra Fantasy #9), 1986, Übersetzerin Lore Straßl, ISBN 3-8118-5809-2
- 2 The Warlock in Spite of Himself, Ace Books 1969, OCLC 531604
  - Zauberer von den Sternen, Pabel (Terra Fantasy #83), 1981, Übersetzerin Lore Straßl, DNB 820136786
- 3 King Kobold, Ace Books 1971, OCLC 10829226 (auch als King Kobold Revived, 1984)
- 4 The Warlock Unlocked, Ace Books 1982, ISBN 0-441-87325-1
- 5 The Warlock Enraged, Ace Books 1985, ISBN 0-441-87340-5
- 6 The Warlock Wandering, Ace Science Fiction Books 1986, ISBN 0-441-87361-8
- 7 The Warlock Is Missing, Ace Science Fiction Books 1986, ISBN 0-441-84826-5
- 8 The Warlock Heretical, Ace Books 1987, ISBN 0-441-87286-7
- 9 The Warlock's Companion, Ace Books 1988, ISBN 0-441-87341-3
- 10 The Warlock Insane, Ace Books 1989, ISBN 0-441-87364-2
- 11 The Warlock Rock, Ace Books 1990, ISBN 0-441-87313-8
- 12 Warlock and Son, Ace Books 1991, ISBN 0-441-87314-6
- 13 The Warlock's Last Ride, Ace Books 2004, ISBN 0-441-01176-4

#### Rogue Wizard
- 1 A Wizard in Mind, Tor 1995, ISBN 0-312-85695-4
- 2 A Wizard in Bedlam, Doubleday 1979, ISBN 0-385-14497-0
- 3 A Wizard in Absentia, Ace Books 1993, ISBN 0-441-51569-X
- 4 A Wizard in War, Tor 1995, ISBN 0-312-85696-2
- 5 A Wizard in Peace, Tor 1996, ISBN 0-312-86031-5
- 6 A Wizard in Chaos, Tor 1997, ISBN 0-312-86032-3
- 7 A Wizard in Midgard, Tor 1998, ISBN 0-312-86033-1
- 8 A Wizard and a Warlord, Tor 2000, ISBN 0-312-86649-6
- 9 A Wizard in the Way, Tor 2000, ISBN 0-312-86648-8
- 10 A Wizard in a Feud, Tor 2001, ISBN 0-312-86674-7

#### Warlock's Heirs
- 1 M'Lady Witch, Ace Books 1994, ISBN 0-441-00113-0
- 2 Quicksilver's Knight, Ace Books 1995, ISBN 0-441-00229-3
- 3 The Spell-Bound Scholar, Ace Books 1999, ISBN 0-441-00636-1
- 4 Here Be Monsters, Ace Books 2001, ISBN 0-441-00851-8

### A Wizard in Rhyme
- 1 Her Majesty's Wizard, Del Rey / Ballantine 1986, ISBN 0-345-27456-3
  - Der Zauberer Ihrer Majestät, Heyne Science-Fiction & Fantasy #4873, 1992, Übersetzerin  Edda Petri, ISBN 978-3-453-05410-3.
- 2 The Oathbound Wizard, Del Rey / Ballantine 1993, ISBN 0-345-34713-7
- 3 The Witch Doctor, Del Rey / Ballantine 1994, ISBN 0-345-37584-X
- 4 The Secular Wizard, Del Rey / Ballantine 1995, ISBN 0-345-37600-5
- 5 My Son, the Wizard, Del Rey / Ballantine 1997, ISBN 0-345-37602-1
- 6 The Haunted Wizard, Del Rey / Ballantine 2000, ISBN 0-345-39248-5
- 7 The Crusading Wizard, Del Rey / Ballantine 2000, ISBN 0-345-39246-9
- 8 The Feline Wizard, Del Rey / Ballantine 2000, ISBN 0-345-39245-0

### Starship Troupers
- 1 A Company of Stars, Del Rey / Ballantine 1991, ISBN 0-345-36888-6
- 2 We Open on Venus, Pan Books 1993, ISBN 0-330-32044-0
- 3 A Slight Detour, Del Rey / Ballantine 1994, ISBN 0-345-37601-3

### The Star Stone
- 1 The Shaman, Del Rey / Ballantine 1995, ISBN 0-345-39242-6
- 2 The Sage, Del Rey / Ballantine 1996, ISBN 0-345-39239-6

### Weitere Romane
- Wing Commander 2: End Run, Baen 1994, ISBN 0-671-72200-X (mit William R. Forstchen)
  - Der Hinterhalt, Bastei Lübbe Science Fiction Abenteuer #23152 1994, ISBN 3-404-23152-X
- Saint Vidicon to the Rescue, Ace Books 2005, ISBN 0-441-01271-X

### Sammlung
- Mind Out of Time, Five Star 2003, ISBN 0-7862-4959-5

### Anthologien

#### The Crafters
Gemeinsam mit Bill Fawcett.
- The Crafters, Ace Books 1991, ISBN 0-441-12130-6
- Blessings and Curses, Ace Books 1992, ISBN 0-441-12131-4

#### Incomplete Enchanter
Gemeinsam mit L. Sprague de Camp.
- The Enchanter Reborn, Baen 1992, ISBN 0-671-72134-8
- The Exotic Enchanter, Baen 1995, ISBN 0-671-87666-X

#### Weitere Anthologien
- The Gods of War, Baen 1992, ISBN 0-671-72146-1
- Dragon's Eye, Baen 1994, ISBN 0-671-87609-0
- The Day the Magic Stopped, Baen 1995, ISBN 0-671-87690-2

### Kurzgeschichten
The Fleet
- Civilians (1988)
- Suicide Mission (1989)
- Resistance (1990)
- Pirates (1990)
- Orphans (1991)

- How the Rebellion Came to a Shuddering Halt (1990)
- The Simulated Golem (1990)
- Papa Don't 'Low (1991)
- The Alchemist and the Witch (1991)
- Goblin's Children (1992)
- Whose Ghost There? (1992)
- What Are We Going to Do with Grandfather? (1992)
- Gordon's Quest (1992)
- Professor Harold and the Trustees (1992)
- Sir Harold and the Monkey King (1992)
- Hearing (1993)
- The Ghost of Resartus (1993)
- Mission of Mercy (1993)
- In the Heavens and On the Earth (1994)
- Shared Experience (1994)
- Pride and Puppetry (1995)
- Sir Harold and the Hindu King (1995)
- Return with Your Spacesuit, Or On It (1996, mit Eleanore Stasheff)
- Coronach of the Bell (2002)
- Mind Out of Time (2003)
- The Warlock's Grandfather (2003)
- Who Ghost There? (2003)